# Louis Cousin

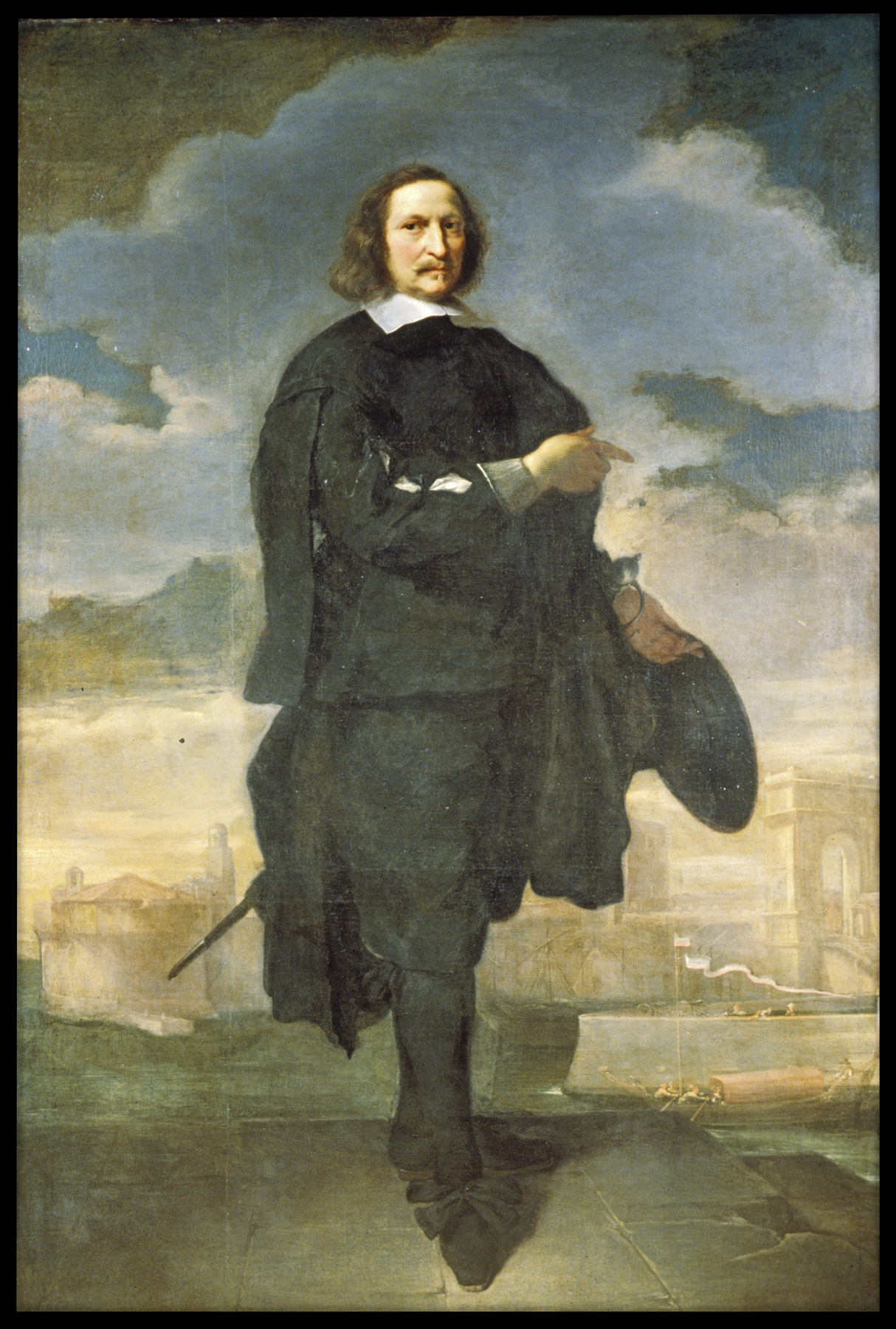
Portret van een edelman uit Ancona (1650-1660)

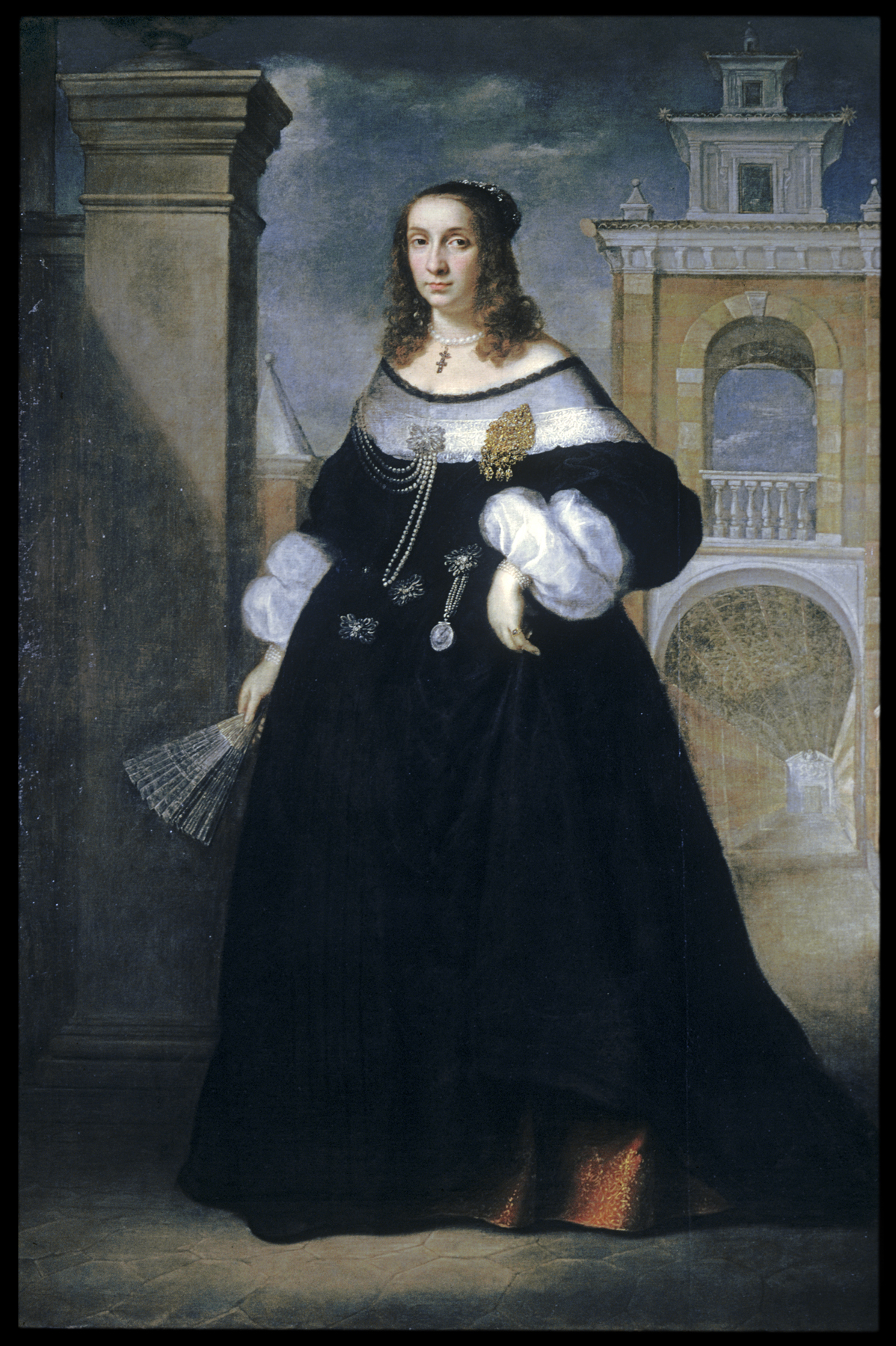
Portret van een edelvrouw uit Ancona (1650-1660)

Louis Cousin, in Italië voornamelijk gekend als Luigi Primo of Luigi Gentile (andere namen: Louis Primo, Lodewijk Cousin, Luigi Cousin, Louis Primo, Lodovico Primo, Ludovicus Cousin, alias Primo, alias Gentile, Louis Cousin genaamd Primo, bijnaam Gentiel of Gentile) (Ninove, 1606 of vroeger – Brussel, 1667), was een Vlaams kunstschilder uit de baroktijd die een groot deel van zijn carriḕre in Italië actief was en vooral bekendheid genoot voor zijn altaarstukken en portretten.

## Levensloop
Zijn geboorteplaats was waarschijnlijk het dorp Breivelde in de buurt van Ninove maar het is ook mogelijk dat hij in Brussel werd geboren. Een geboortedatum eerder dan 1606 wordt ook mogelijk geacht. Hij studeerde in 1617 bij Gillis Claeissins de Jonge in Brussel. Hij verliet zijn land al op jonge leeftijd. Volgens de 17de-eeuwse biograaf Joachim von Sandrart vervolgde Cousin zijn studie in Parijs. In 1626 trok hij naar Rome en woonde er samen met Claudius Russelus in de Via Margutta. Hij trad hier toe tot de Bentvueghels, een vereniging van voornamelijk Nederlandse en Vlaamse kunstenaars werkzaam in Rome. In de vereniging kreeg hij de bijnaam (de zogenaamde bentnaam) ‘Gentile’ of ‘Gentiel’ omwille van zijn zachtaardig karakter. Hij was in Rome algemeen gekend onder de bijnaam Gentile. Hij gebruikte in Italië ook de achternaam 'Primo' hetgeen een vertaling in het Italiaans is van zijn achternaam die in het Frans 'neef' betekent. In Rome bestudeerde hij de werken van de grote meesters.
Het eerste werk in Rome dat hem wat bekendheid opleverde was een fresco aan het zijaltaar van de Santi Domenico e Sisto kerk in Rome dat een voorstelling is van een wonder toegeschreven aan Dominicus Guzman. Daarna schilderde hij een van de vier olieverfschilderijen in de Heilige Catherinakapel in de Basiliek van Santa Maria Maggiore. Dit werk verhoogde zijn reputatie en leverde hem nieuwe, goed betaalde opdrachten op.
In 1635 werd hij lid van het broederschap van Sint-Juliaan-der-Vlamingen onder de naam 'Ludovicus Cousin, alias Primo, alias Gentile'. Drie jaar later werd hij lid van de Accademia di San Luca (Sint-Lucasacademie), een prestigieuze vereniging van kunstenaars in Rome. Hij was directeur van de Accademia in 1651-1652. De toelatingseisen van de Accadamia waren erg strikt en betroffen zowel de artistieke verdiensten als de persoonlijke kwaliteiten van de kandidaat. Het selectieproces
bestond uit twee stemronden om er voor te zorgen dat enkel de meest uitnemende kunstenaars uitgekozen werden en het prestige van de Accademia behouden zou blijven.
De zeventiende-eeuwse Italiaanse biograaf Giovanni Battista Passeri schreef dat Cousins passie voor vrouwen hem er toe leidde zijn werk te verwaarlozen en al zijn geld te verkwanselen. Cousin besloot daarom om Rome te verlaten. Hij reisde naar Loreto, waar hij een schilderij maakte voor het hoogaltaar van de kerk van Santa Margherita, en daarna naar Pesaro, waar hij in de kathedraal werkte. Ten slotte verhuisde hij naar Venetië, waar hij verschillende portretten schilderde.
Hij keerde terug naar Rome een paar jaar voor de dood van Paus Innocentius X in 1655. Hij was de eerste kunstenaar die een portret schilderde van zijn opvolger Alexander VII na diens aantreden.
Na een verblijf van meer dan dertig jaar in Rome keerde hij terug naar Brussel. Hij werd er lid van het plaatselijke Sint-Lucasgilde in 1661. Hij bleef historische thema's en portretten schilderen en maakte ook ontwerpen (zogenaamde kartons) voor wandtapijten die door de lokale weverijen geproduceerd werden. Door zijn betrokkenheid in de productie van tapijten was hij vrijgesteld van belastingen.
Zijn werk was populair bij de Habsburgse vorsten van wie hij talrijke opdrachten ontving. Voor de Spaanse koning vervaardigde hij enkele kartons voor tapijten en het grote doek met de titel 'Venus weent over de dode Adonis' (rond 1656-1557). Hij schilderde een aantal schilderijen voor de Aartshertog Leopold en maakte voor de Oostenrijkse keizer een aantal portretten van de keizer.
Volgens Passeri liet hij weinig geld na bij zijn dood omdat hij erg gesteld was op vertier en het vele geld dat hij verdiende gul uitgaf.
Hij had een aantal studenten, waaronder Jan van Cleef.

## Werken
Hij schilderde naast religieuze werken ook mythologische onderwerpen en was ook erg gewaardeerd als portretschilder.
Sommige van de altaarstukken die hij tussen 1633 en 1657 schilderde voor kerken in Rome zijn nog steeds in situ (bijv. Virgin en het Kind presenteert aan St. Antonius van Padua, 1655, San Marco) [1].
Bronnen vermelden dat hij tussen 1646-1652 27 kleine devotionele schilderijen op koper produceerde voor paus Innocent X. De kleinschalige panelen die erg bewonderd werden door zijn tijdgenoten zijn echter verloren gegaan.
De stijl van Cousin situeert zich halverwege tussen de Italiaanse en Vlaamse traditie en is een typisch voorbeeld van de majestueuze barokke decoratieve stijl.